# Утліберг
Утліберг (нім. Uetliberg) — гора на Швейцарському плато, частина кряжу Альбіс. Висота над рівнем моря 873 метри. З Утлібергу відкривається панорамний вид на Цюрих та на Цюрихське озеро. На горі є телевійзна вежа (186,7 метри заввишки, побудована у 1968 році) та оглядова вежа (132 метри, побудована у 1990 році), а також готель під назвою «Уто Кульм» (нім. Uto Kulm). На Утліберзі є пам'ятники планетам Сонячої системи та Сонцю. На гору піднімається потяг із Цюриху — Утлібергбан.

## Галерея

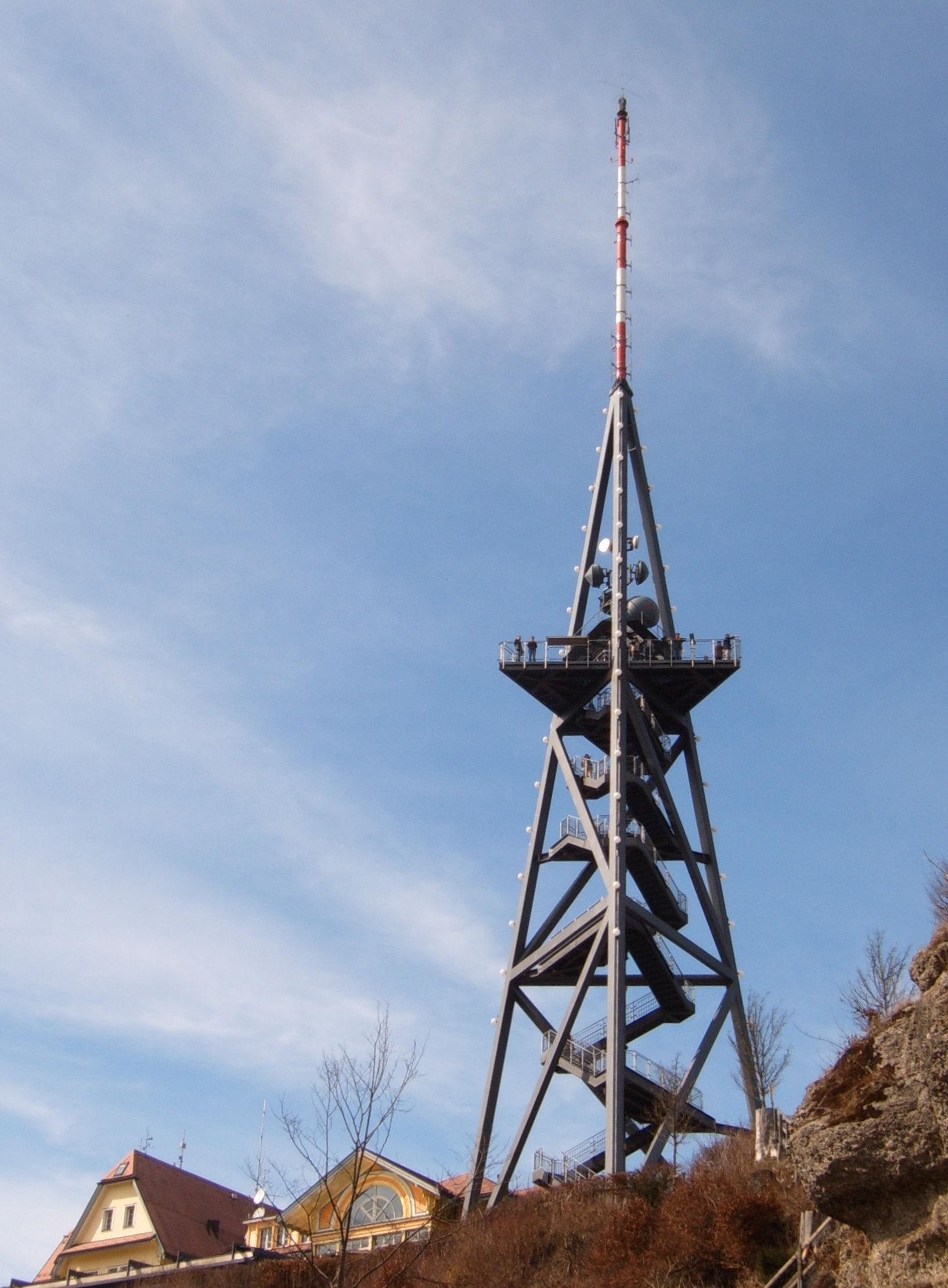
Оглядова башта Утлібергу
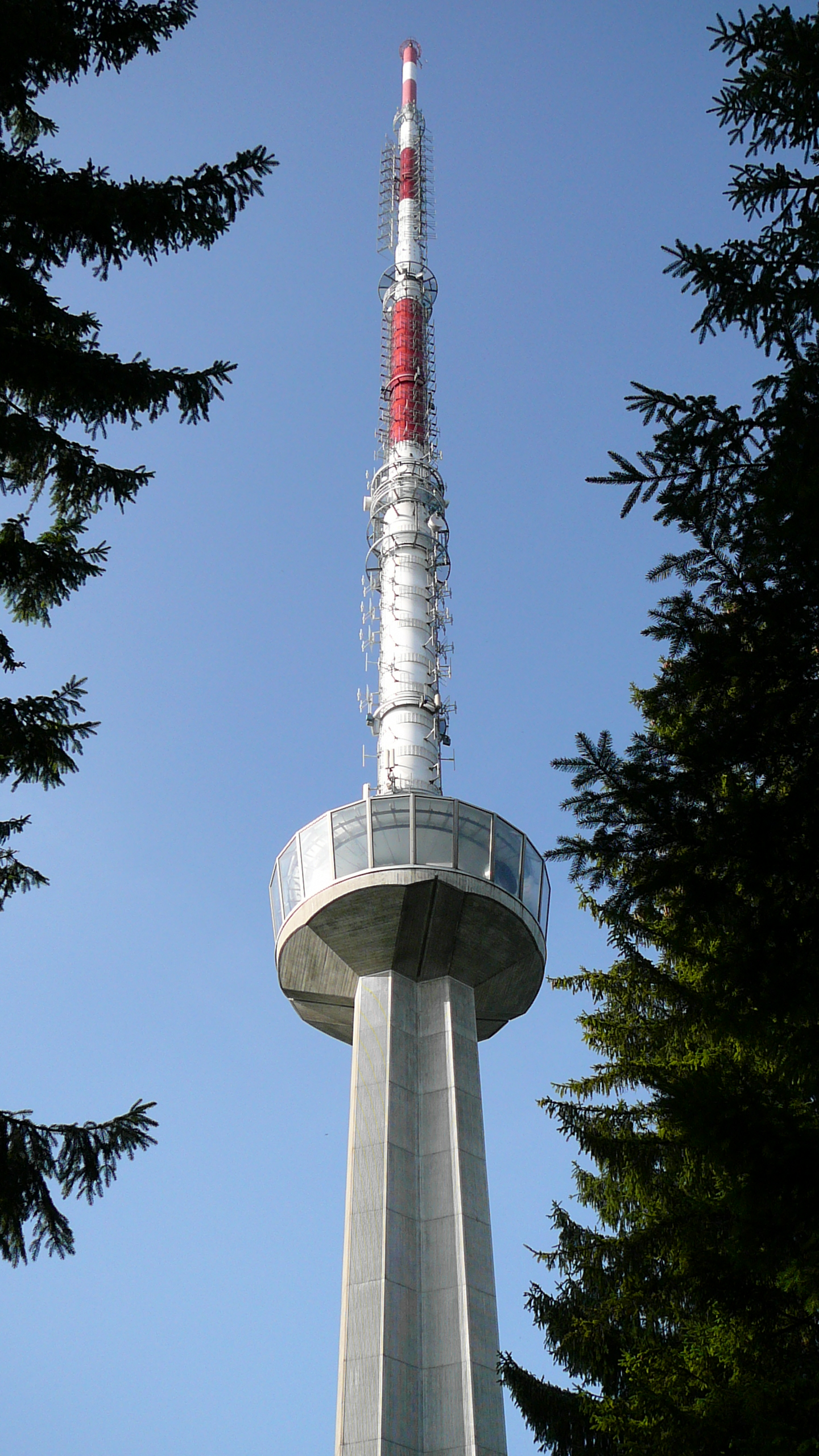
Утліберзька телевежа
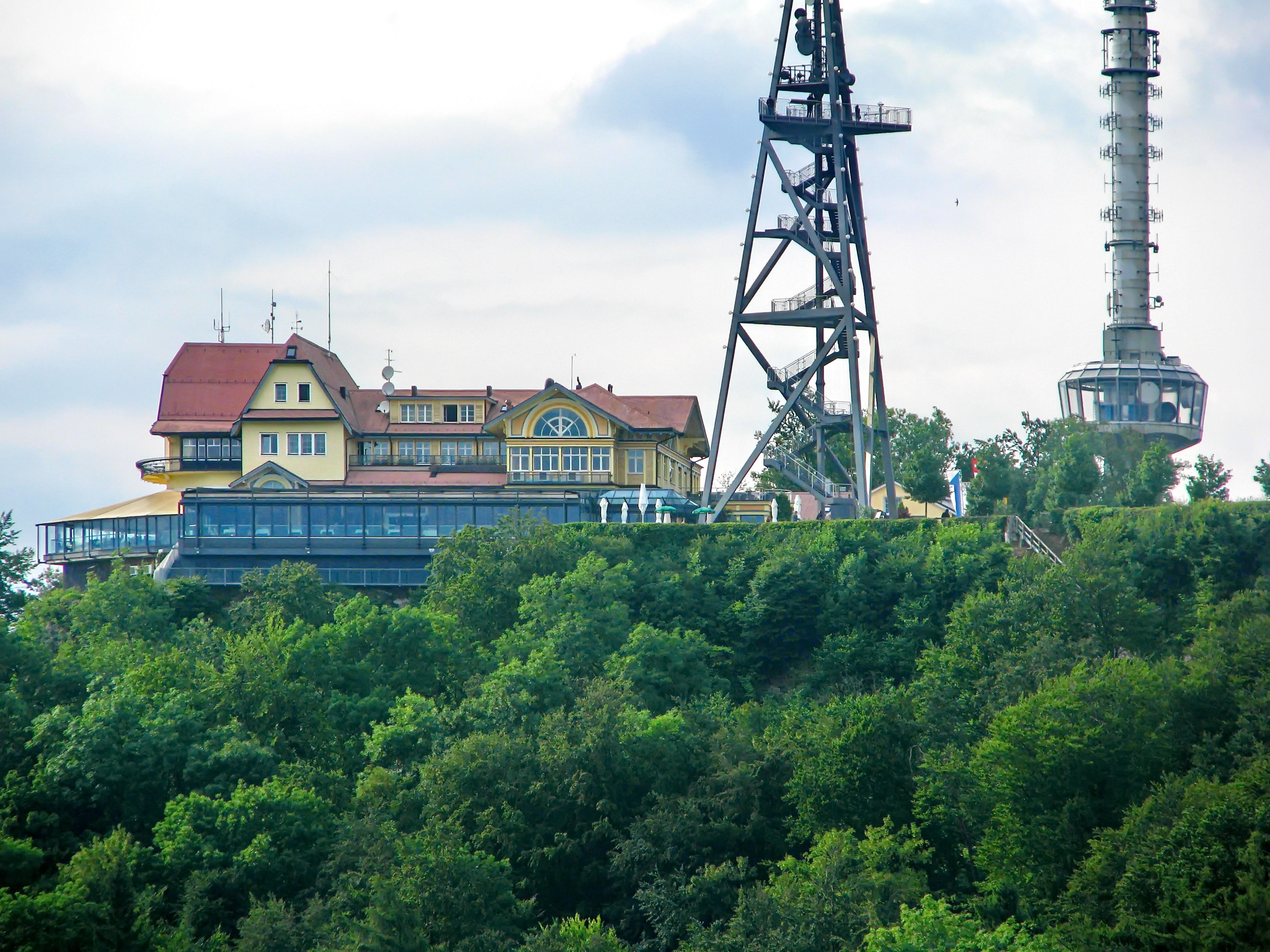
Уто Кульм (Вершина Цюриху) з телевежею та олядовою вежею
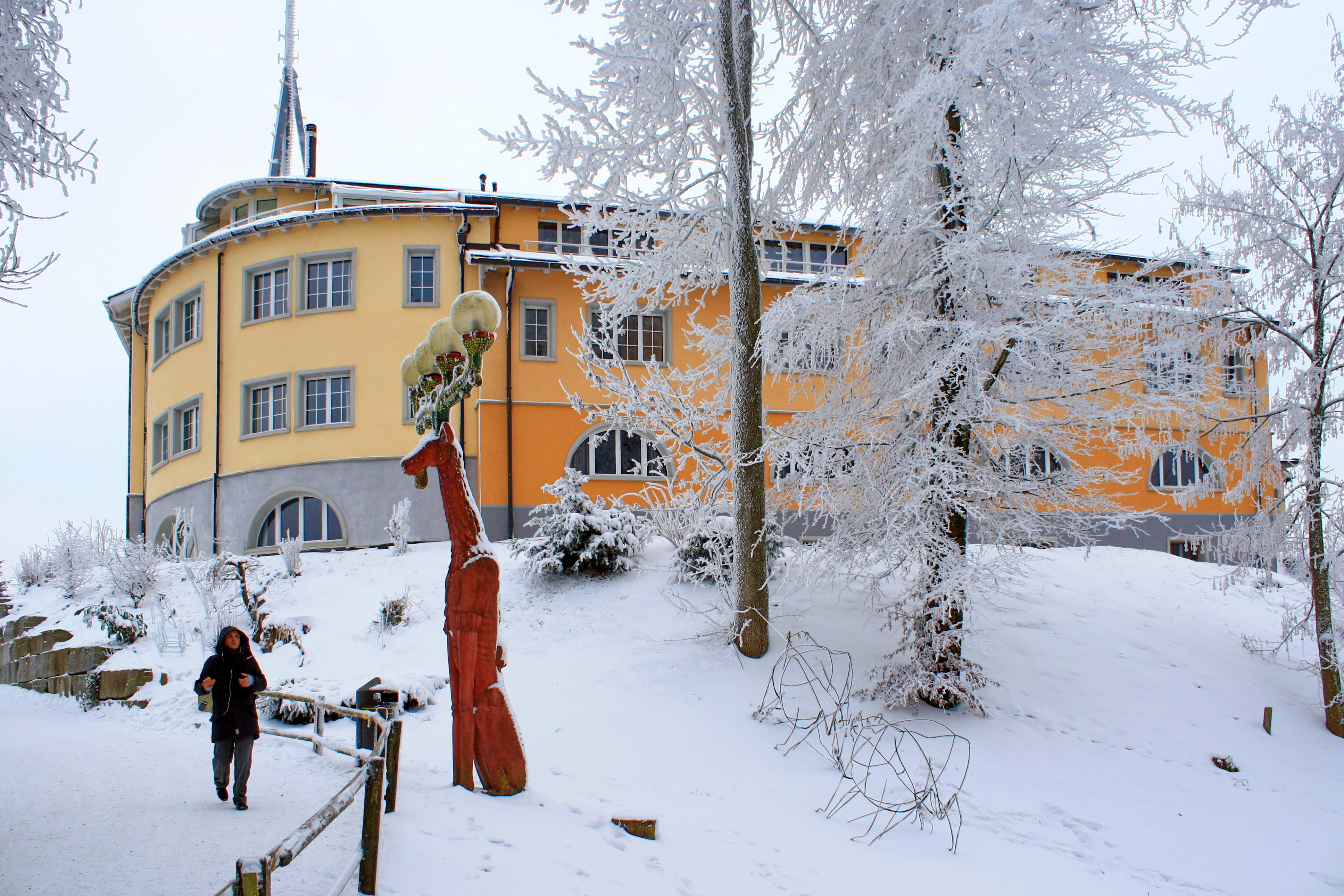
Готель «Уто Кульм»
Вигляд Цюриху з Утлібергу
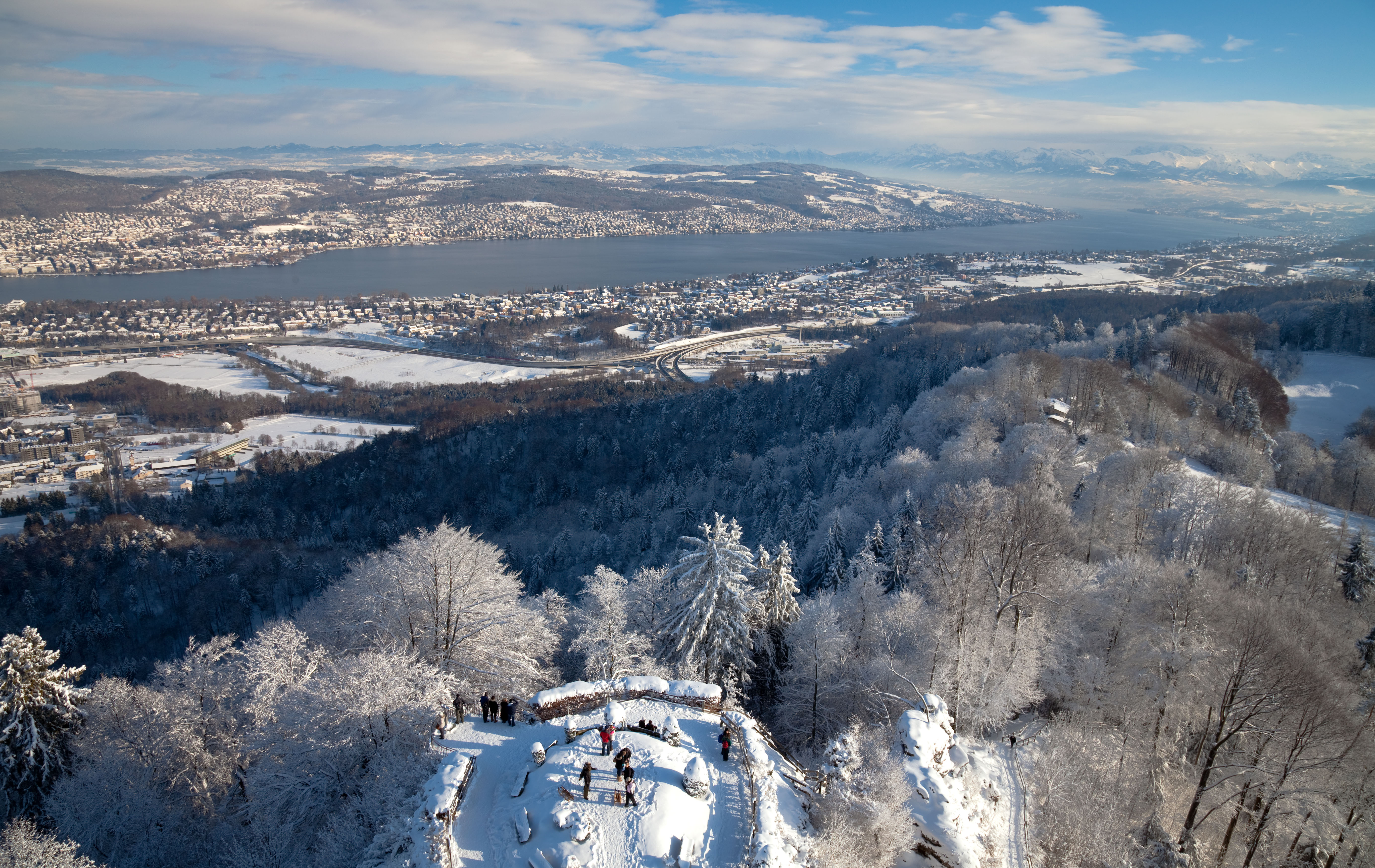
Панорамний вид з телевежі
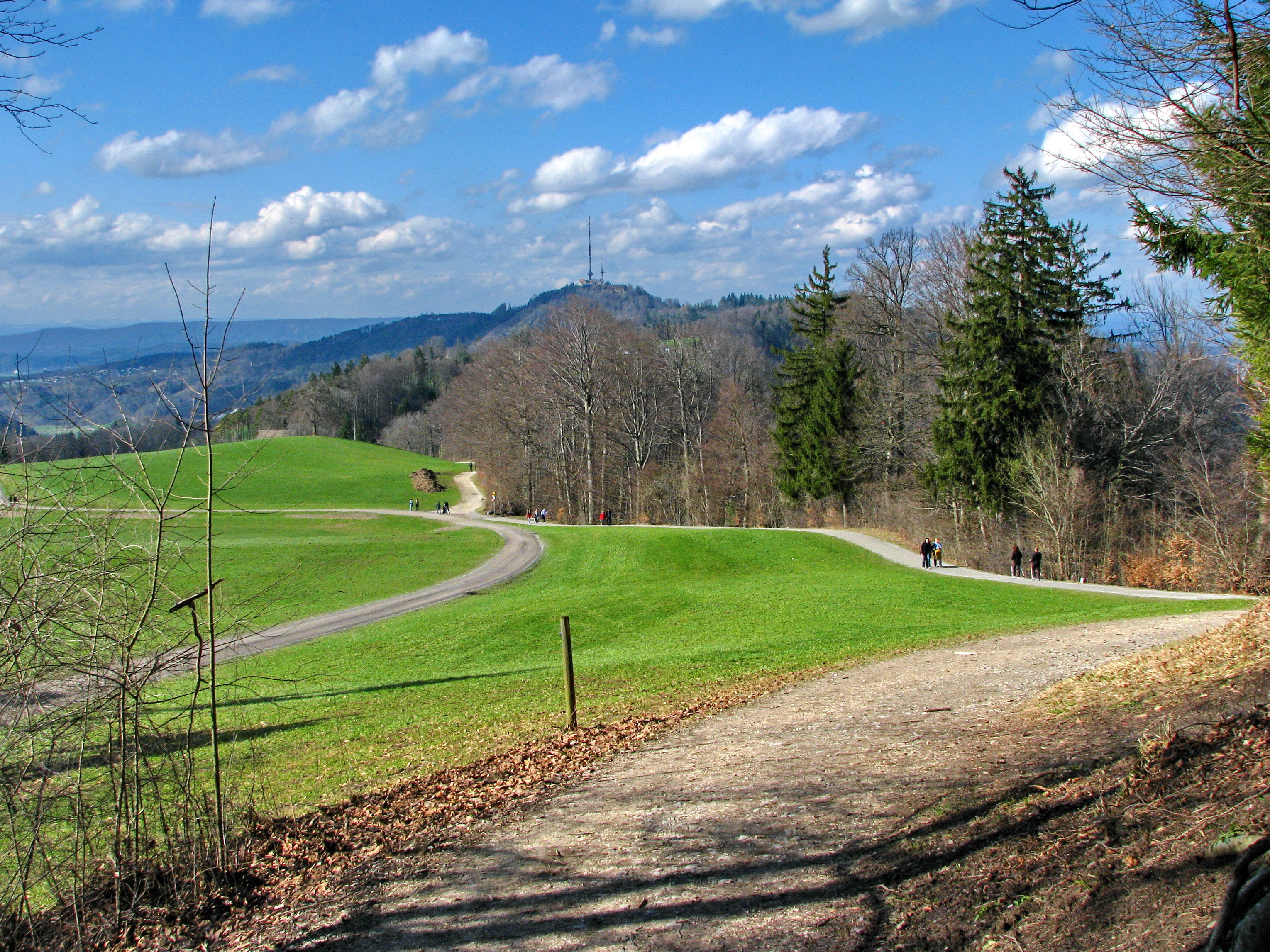
Вид на Утліберг з Альбісу
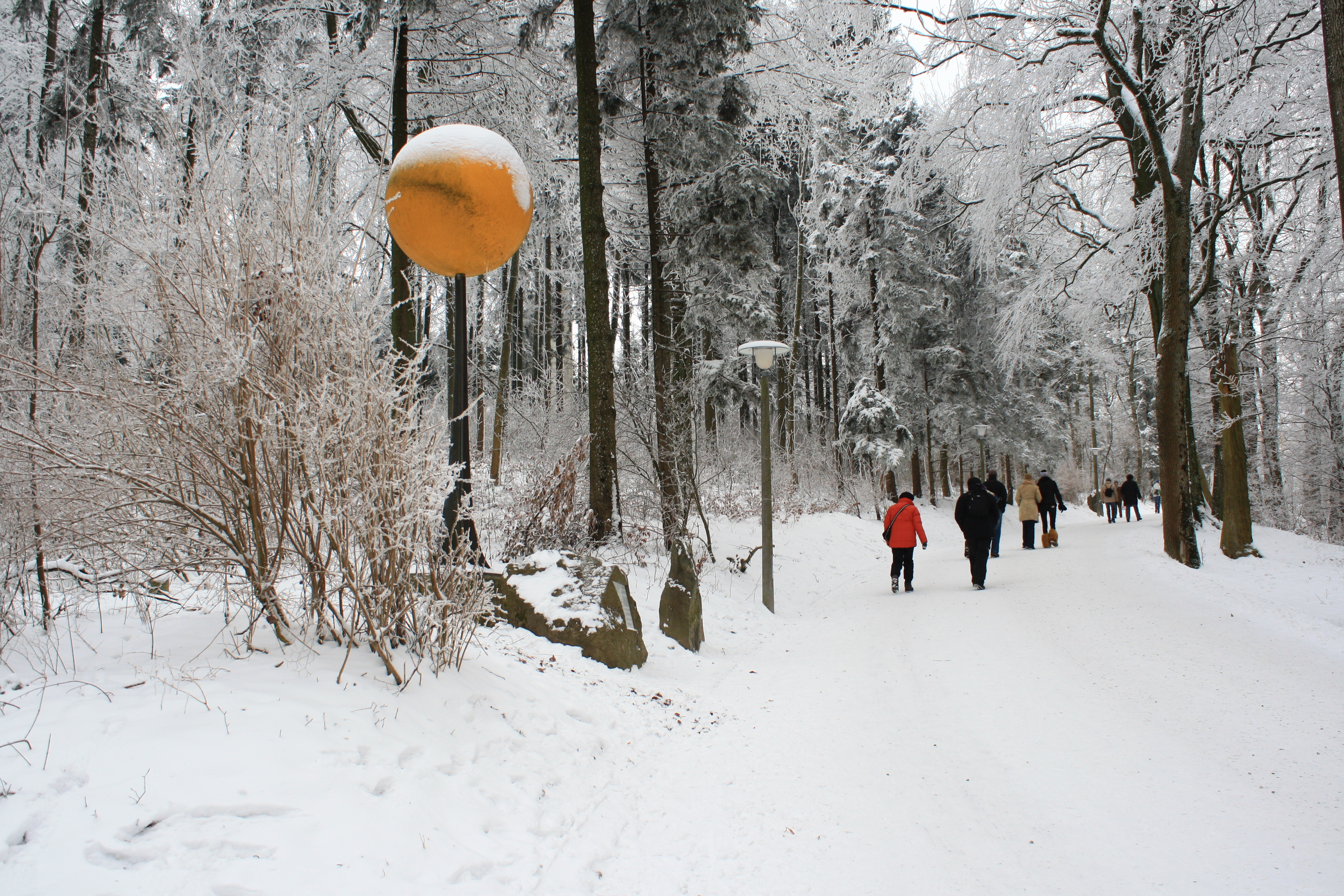
Пам'ятник Сонцю біля готелю «Уто Кульм»